# 八幡神社 (船橋市滝台)
八幡神社（はちまんじんじゃ）は、千葉県船橋市滝台町にある神社。滝台八幡神社とも称される。祭神は誉田別尊。旧社格は村社。

## 由緒
1676年（延宝4年）の創建と伝えられる。

## 交通アクセス
- 最寄り駅：京成電鉄薬園台駅